# The Liverbirds
The Liverbirds fue una banda británica de música beat formada por cuatro mujeres en Liverpool, activa entre 1963 y 1968. El cuarteto (compuesto por las vocalistas y guitarristas Valerie Gell y Pamela Birch, la vocalista y bajista Mary McGlory y la batería Sylvia Saunders) fue uno de los pocos grupos musicales únicamente femeninos de este género, de hecho, fue una de las pocas bandas de rock and roll femeninas de todo el mundo. La banda tomó su nombre del "liver bird", una criatura ficticia, símbolo de Liverpool.

## Carrera
Gell, Saunders y McGlory formaron la banda en 1963, junto con la guitarrista Sheila McGlory (la hermana de Mary McGlory) y la vocalista Irene Green, las cuales rápidamente dejaron el grupo para unirse a otros y fueron reemplazadas por Birch.
Consiguieron más éxito comercial en Alemania que en su Gran Bretaña nativa. Temprano en su carrera, siguieron los pasos de sus compañeros liverpulianos y fueron hacia Hamburgo, donde actuaron en el Star-Club, siguiendo el ejemplo de Los Beatles, siendo por ello conocidas como die weiblichen Beatles (las Beatles femeninas). Sin embargo, según John Lennon, las "chicas" eran incapaces de tocar la guitarra. The Liverbirds se convirtieron en una de las atracciones más populares del Star-Club y publicaron dos álbumes y numerosos singles bajo el sello discográfico del propio club. Uno de esos singles, una versión de "Diddley's Daddy" de Bo Diddley, llegó a ser #5 en los rankigs alemanes.
El grupo se separó en 1968, tras un tour en Japón. Tocaron juntas por última vez en 1998.

## Vidas posteriores
Tres miembros de la banda se instalaron en Alemania permanentemente. Saunders se fue a vivir con su marido John a Alicante, en España. John murió el 2 de abril de 2017 y Sylvia está viviendo actualmente en Glasglow. Mary McGlory dirige una compañía radicada en Hamburgo llamada Ja/Nein Musikverlag (Sí/No Publicaciones Musicales), la cual empezó junto con su marido, uno de sus antiguos compañeros del Star-Club: el cantante y compositor Frank Dostal, quien murió en abril de 2017. Su marido fue también vicepresidente de la sociedad de derechos de autor GEMA.
Pamela Birch (nacida el 9 de agosto de 1944 en Kirkdale, Liverpool) también se instaló en Hamburgo y trabajó durante muchos años en varios clubs de la ciudad. Murió el 27 de octubre de 2009 con 65 años en el hospital universitario Hamburg-Eppendorf. Valerie Gell (nacida el 14 de agosto de 1945 en Seaforth, Merseyside), la cual se alojó en Munich y posteriormente regresó a Hamburgo, murió el 11 de diciembre de 2016 con a los 71 años.

## Discografía
Todas las publicaciones originales fueron por la discográfica Star-Club, Alemania.
Álbumes
- Star-Club Show 4  (1965)[8]
- More of the Liverbirds (1966)[9]

Singles
- "Shop Around" (1964)
- "Diddley Daddy" (1965)
- "Peanut Butter" (1965)
- "Loop de Loop" (1966)

Recopilación
- From Merseyside to Hamburg - The Complete Star-Club Recordings (CD, Big Beat CDWIKD 290, 2010)[10]

## En otros medios de comunicación
La historia de The Liverbirds es el tema del musical de 2019 llamado "Girls Don't Play Guitars" (las chicas no tocan la guitarra), escrito por Ian Salmon y dirigido por Bob Eaton, representado en el Teatro Real de Liverpool. El espectáculo comienza en Liverpool donde las chicas formaron la banda original, tocando su primer concierto en el Cavern Club. El nombre del musical es una referencia al comentario que hizo John Lennon cuando se conocieron. Las fundadoras del grupo, Sylvia y Mary, han estado involucradas en la producción del espectáculo y se unen a los actores para el bis. Las actrices que representan al cuarteto son Molly Grace Cutler (Val), Alice McKenna (Mary), Lisa Wright (Pam), Sarah Workman (Sylvia), participando también otros actores como Jack Alexander, Tom Connor, Tom Dunlea, Guy Freeman, Jonathan Markwood y Mark Newnham.